# Bárður Hansen
Bárður J. Hansen (født 13. marts 1992) er en færøsk fodboldspiller, der spiller for NSÍ Runavík og for Færøernes fodboldlandshold. Han har tidligere spillet for Fremad Amager og Víkingur Gøta.